# フジテレビ系列早朝の情報番組枠
フジテレビ系列早朝の情報番組枠（フジテレビけいれつそうちょうのじょうほうばんぐみわく）とは、フジテレビをはじめとするFNS系列で、毎日朝に放送されている情報番組の一覧のことである。2019年4月以降は平日の『めざましテレビ』の直前に放送されている『めざましテレビ全部見せ』（4:55 - 5:25、一部系列局を除く）が該当する。

## 各番組の歴史
都市部でのドーナツ化現象とともに通勤時間が繰り上がることから、在京各局でも早朝5 - 6時台の番組開発競争がなされていた。フジテレビの場合は1987年4月改編より『FNNモーニングコール』を6時開始とし、さらに5時台で『プロ野球ニュース』の再放送や『早起きチャンネル520』『オルトレ・イ・チンクワンタ』などのバラエティ性の強い実験的番組が放送されていた。
ニュース的性向の強い情報番組は1991年4月に開始した『おめざめ天気予報』がある。1年後には直前のスポーツニュース番組を吸収・拡大し『モーニングLIVE』となるも、他局との視聴率競争に打ち勝つことができずに1993年3月に終了した。しかし同番組の「フジテレビ屋上から生放送」という基本スタイルは、後の『めざましテレビ』でも継承される。
『めざましテレビ』開始後の1994年8月より前座番組『めざまし天気』が始まり、ようやくニュース・情報番組としての体裁を整える。2003年1月には報道色を強化した『めざまし新聞』にリニューアルするも迷走を続け1クールごとに番組タイトルの変更やリニューアルが生じる。同年10月に『めざにゅ〜』が開始すると一転して安定した。
2006年10月に関東ローカルで『めざにゅ〜』土曜版が開始する。2009年10月改編で同番組は『週刊フジテレビ批評』と統合し、ニュースと自己批評番組が合体した異例の生ワイド『新・週刊フジテレビ批評』となる。
2014年3月28日を以って、『めざにゅ〜』が終了。同月31日から『めざましテレビ アクア』を開始するも、2018年3月30日をもって平日のフジテレビ系列早朝の情報番組枠は一旦終了したが、2019年3月29日をもって『めざましテレビ』の「第0部」が廃枠となり、旧「第0部」の放送時間帯に同年4月1日から『めざましテレビ』本体とは別番組扱いとなる『めざましテレビ全部見せ』開始により、平日のフジテレビ系列早朝の情報番組枠が再開された。
2016年4月改編で『新・週刊フジテレビ批評』が完全事前収録に変更され、ニュースや天気予報が行われなくなった為、これにより土曜日のフジテレビ系列早朝の情報番組枠は終了した。

## 主な番組

### 平日
- 朝のプロ野球ニュース（1986年4月 - 1986年9月）
- 黄金世代!（1986年10月 - 1987年3月） 
  - 1987年4月 - 1987年6月は廃枠。
- 早起きチャンネル520（1987年7月 - 1988年9月30日）
- プロ野球ニュース（前日分の再放送）（1988年10月3日 - 1990年3月30日） 
  - 1990年4月 - 1991年4月は『FNN朝駆け第一報!』に一本化。
- おめざめ天気予報（1991年4月8日 - 1992年3月27日）
- おはようスポーツ545（1991年9月30日 - 1992年3月27日）
- ニュース&ウェザー（第2期）（1992年3月30日 - 4月3日）
- モーニングLIVE（1992年4月6日 - 1993年3月31日）
  - 1993年4月 - 1993年6月は廃枠。日替わりで30分番組が放送されていた。
- 朝イチ!プロ野球News（1993年7月1日 - 9月30日）
- オルトレ・イ・チンクワンタ（1993年10月1日 - 1994年3月31日）
  - 1994年4月 - 1994年7月は『めざましテレビ』への一本化により廃枠。
- めざまし天気（1994年8月1日 - 2002年12月27日） - 中断時期あり。その間は『めざましエクササイズ』を放送。
- めざまし新聞（2003年1月6日 - 3月28日）
- めざまし新聞for BIZ（2003年3月31日 - 6月27日）
- めざビズ（2003年7月1日 - 9月30日）
- めざにゅ〜（2003年10月1日 - 2014年3月28日）
- めざましテレビ アクア（2014年3月31日 - 2018年3月30日）
  - この間1年間は一時廃枠。
- めざましテレビ全部見せ（2019年4月1日 - ）

### 週末
土曜日
- めざにゅ〜（2006年10月7日 - 2009年9月26日）
- 新・週刊フジテレビ批評（2009年10月3日 - 2016年3月26日）
  - 自己検証番組・自己批評番組に加え、情報番組も兼ねていた。

日曜日
放送なし